# 李跃勇
李跃勇（1972年11月—），男，汉族，河南长垣人。中共党员，1992年8月参加工作，中央党校大学学历，中国人民大学在职公共管理硕士，现任驻马店市市长。

## 简历
1990年9月至1992年7月在成都航空工业学校建筑系给排水专业学习；
2002年9月，任新乡市团委书记；
2009年1月，任新乡市红旗区区长；2014年3月，任红旗区委书记；
2016年10月，任中共新乡市委常委、政法委书记；2017年12月，任新乡市政府常务副市长；
2021年7月，任中共驻马店市委副书记，市政府市长；